# Natació als Jocs Olímpics d'estiu de 2012 - 100 metres esquena femenins
La prova dels 100 metres esquena femenins dels Jocs Olímpics d'Estiu de 2012 es va disputar el 29 i 30 de juliol al London Aquatics Centre.

## Rècords
Abans de la prova els rècords del món i olímpic existents eren els següents:
| Rècord del món | 58" 12 | Gemma Spofforth (GBR) | 28 de juliol de 2009 | Roma (Itàlia) | [ 2 ] [ 3 ] |
| Rècord olímpic | 52.54  | Kirsty Coventry (ZIM) | 11 d'agost de 2008   | Pequín (Xina) |             |

Durant la competició es va batre el següent rècord:
| Data         | Prova  | Nom                 | Temps  | Rècord |
| ------------ | ------ | ------------------- | ------ | ------ |
| 29 de juliol | Sèries | Emily Seebohm (AUS) | 58" 23 | OR     |

## Medallistes
| Or                   | Plata               | Bronze             |
| Missy Franklin (USA) | Emily Seebohm (AUS) | Aya Terakawa (JPN) |

## Resultats

### Sèries
| Pos | Sèrie | Línia | Nom                           | Temps   | Notes     |
| --- | ----- | ----- | ----------------------------- | ------- | --------- |
| 1   | 4     | 5     | Emily Seebohm (AUS)           | 58.23   | Q, OR, OC |
| 2   | 6     | 4     | Missy Franklin (USA)          | 59.37   | Q         |
| 3   | 6     | 3     | Belinda Hocking (AUS)         | 59.61   | Q         |
| 4   | 6     | 5     | Aya Terakawa (JPN)            | 59.82   | Q         |
| 5   | 5     | 4     | Anastasia Zueva (RUS)         | 59.88   | Q         |
| 6   | 4     | 6     | Georgia Davies (GBR)          | 59.92   | Q         |
| 7   | 5     | 6     | Julia Wilkinson (CAN)         | 59.94   | Q         |
| 8   | 6     | 2     | Fu Yuanhui (CHN)              | 59.96   | Q         |
| 9   | 4     | 4     | Zhao Jing (CHN)               | 59.97   | Q         |
| 10  | 6     | 8     | Simona Baumrtová (CZE)        | 59.99   | Q, NR     |
| 11  | 5     | 5     | Rachel Bootsma (USA)          | 1:00.03 | Q         |
| 12  | 5     | 7     | Gemma Spofforth (GBR)         | 1:00.05 | Q         |
| 13  | 5     | 3     | Sinead Russell (CAN)          | 1:00.10 | Q         |
| 14  | 6     | 1     | Alexianne Castel (FRA)        | 1:00.16 | Q         |
| 15  | 4     | 8     | Kirsty Coventry (ZIM)         | 1:00.24 | Q         |
| 16  | 4     | 7     | Arianna Barbieri (ITA)        | 1:00.25 | Q         |
| 17  | 4     | 3     | Mie Nielsen (DEN)             | 1:00.38 |           |
| 18  | 4     | 1     | Duane da Rocha (ESP)          | 1:00.57 |           |
| 18  | 5     | 2     | Daryna Zevina (UKR)           | 1:00.57 |           |
| 20  | 4     | 2     | Sharon van Rouwendaal (NED)   | 1:00.61 |           |
| 21  | 6     | 6     | Jenny Mensing (GER)           | 1:00.72 |           |
| 22  | 6     | 7     | Laure Manaudou (FRA)          | 1:01.03 |           |
| 23  | 3     | 4     | Maria Fernanda Gonzalez (MEX) | 1:01.28 |           |
| 24  | 5     | 1     | Fabiola Molina (BRA)          | 1:01.40 |           |
| 25  | 3     | 5     | Alicja Tchorz (POL)           | 1:01.44 |           |
| 26  | 2     | 8     | Tao Li (SIN)                  | 1:01.60 |           |
| 27  | 5     | 8     | Elena Gemo (ITA)              | 1:01.77 |           |
| 28  | 3     | 2     | Carolina Colorado (COL)       | 1:01.81 |           |
| 29  | 3     | 8     | Kimberly Buys (BEL)           | 1:01.92 |           |
| 30  | 3     | 7     | Melissa Ingram (NZL)          | 1:01.94 |           |
| 31  | 3     | 6     | Ekaterina Avramova (BUL)      | 1:02.20 |           |
| 32  | 2     | 3     | Eyglo Osk Gustafsdottir (ISL) | 1:02.40 |           |
| 33  | 2     | 4     | Melanie Nocher (IRL)          | 1:02.44 |           |
| 34  | 2     | 1     | Anja Carman (SVN)             | 1:02.68 |           |
| 35  | 3     | 1     | Therese Svendsen (SWE)        | 1:03.11 |           |
| 36  | 2     | 5     | Sanja Jovanovic (CRO)         | 1:03.38 |           |
| 37  | 2     | 6     | Eszter Povazsay (HUN)         | 1:03.55 |           |
| 38  | 2     | 7     | Yekaterina Rudenko (KAZ)      | 1:03.64 |           |
| 39  | 3     | 3     | Hoishun Stephanie Au (HKG)    | 1:04.31 |           |
| 40  | 2     | 2     | Hazal Sarikaya (TUR)          | 1:04.80 |           |
| 41  | 1     | 3     | Karen Vilorio (HON)           | 1:06.38 |           |
| 42  | 1     | 4     | Mònica Ramírez (AND)          | 1:07.72 |           |
| 43  | 1     | 5     | Ines Remersaro (URU)          | 1:08.03 |           |
| 44  | 1     | 6     | Anahit Barseghyan (ARM)       | 1:08.19 |           |
| 45  | 1     | 2     | Angelique Trinquier MON       | 1:10.79 |           |

OR - Rècord olímpic / OC - Rècord d'Oceania / NR - Rècord nacional

### Semifinals

#### Semifinal 1
| Pos | Línia | Nom                    | Temps   | Notes |
| --- | ----- | ---------------------- | ------- | ----- |
| 1   | 4     | Missy Franklin (USA)   | 59.12   | Q     |
| 2   | 5     | Aya Terakawa (JPN)     | 59.34   | Q     |
| 3   | 7     | Gemma Spofforth (GBR)  | 59.70   | Q     |
| 4   | 6     | Fu Yuanhui (CHN)       | 59.82   | Q     |
| 5   | 2     | Simona Baumrtová (CZE) | 1:00.02 |       |
| 6   | 1     | Alexianne Castel (FRA) | 1:00.24 |       |
| 7   | 8     | Arianna Barbieri (ITA) | 1:00.27 |       |
| 8   | 3     | Georgia Davies (GBR)   | 1:00.56 |       |

#### Semifinal 2
| Pos | Línia | Nom                   | Temps   | Notes |
| --- | ----- | --------------------- | ------- | ----- |
| 1   | 4     | Emily Seebohm (AUS)   | 58.39   | Q     |
| 2   | 2     | Zhao Jing (CHN)       | 59.55   | Q     |
| 3   | 3     | Anastasia Zueva (RUS) | 59.68   | Q     |
| 4   | 5     | Belinda Hocking (AUS) | 59.79   | Q     |
| 5   | 6     | Julia Wilkinson (CAN) | 59.91   |       |
| 6   | 7     | Rachel Bootsma (USA)  | 1:00.04 |       |
| 7   | 8     | Kirsty Coventry (ZIM) | 1:00.39 |       |
| 8   | 1     | Sinead Russell (CAN)  | 1:00.57 |       |

### Final
| Pos    | Línia | Nom                   | Temps   | Notes |
| ------ | ----- | --------------------- | ------- | ----- |
| Or     | 5     | Missy Franklin (USA)  | 58.33   | AM    |
| Argent | 4     | Emily Seebohm (AUS)   | 58.68   |       |
| Bronze | 3     | Aya Terakawa (JPN)    | 58.83   | AS    |
| 4      | 2     | Anastasia Zueva (RUS) | 59.00   |       |
| 5      | 7     | Gemma Spofforth (GBR) | 59.20   |       |
| 6      | 6     | Zhao Jing (CHN)       | 59.23   |       |
| 7      | 1     | Belinda Hocking (AUS) | 59.29   |       |
| 8      | 8     | Fu Yuanhui (CHN)      | 1:00.50 |       |

AM - Rècord d'Amèrica / AS - Rècord d'Àsia